# Državnik
Državnik je človek, ki ima pomemben položaj, pomembno funkcijo v vodstvu države. Naziv se običajno nanaša na:
- predsednike držav,
- ministrske predsednike,
- ministre,
- predsednike parlamentov,
- visoke diplomate,
- druge visoke politike in
- druge pomembne državljane.

## Seznam
- seznam državnikov